# Подград (Горня Радгона)
Подград (словен. Podgrad) — поселення в общині Горня Радгона, Помурський регіон, Словенія. Висота над рівнем моря: 209,5 м.